# 震旦大学
震旦大学（しんたんだいがく）またはオーロラ大学（フランス語: Université l'Aurore）は、1903年から1952年の間、上海にあったカトリック系の大学である。

## 概要
1903年2月27日、中国人教育家の馬相伯とフランスのイエズス会によって震旦学院として設立された。創立者の馬相伯は、イグナチオ公学（徐匯公学）に学んだ後、イエズス会に入り、宣教師、イグナチオ公学の校長を務めた後、イエズス会を脱会し、役人となった人物で、アメリカ、ヨーロッパも旅し、西欧の進んだ大学制度を中国に実現しようとした。馬相伯は1898年にイエズス会に再度入会し、1903年2月28日にフランス宣教団とイグナチオ公学から、徐家匯の以前、天文台であった建物の部屋を借りて、24人の学生と震旦学院を創立した。「夜明け」または「朝日」の意味の「震旦」に馬相伯の思いがこめられていた。一年後、106人の学生が入学し、その中には中国の科挙制度に合格した8人の翰林と20人以上の郷挙里選の合格者、学人（挙人）が含まれていた。1905年9月、清朝は科挙制度を廃止した。
始め2年の課程であり、ラテン語とフランス語や英語などの西欧言語のひとつを学んだ後に、人文科学を学ぶ文科と自然科学を学ぶ和理科にわかれて専門教育が行われた。キリスト教系の学校であったが、馬相伯は宗教教理の議論や宗教教育に反対した。創設時の震旦学院は、中国改革や革命を目指す知識人と関係が強く、梁啓超や、蔡元培がラテン語を教え、革命派の于右任が学生として入学していた。
1904年9月にイエズス会の神父、フランソワ・ペラン（François Perrin、中国名:南從周）が副校長、教務長となり、馬相伯とイエズス会は教育の方法で対立することになった。1905年8月に馬相伯と一部学生は震旦学院を去り、復旦大学を設立した。
その後、震旦学院はイエズス会の管理下で発展、改組され、1906年には172人の学生を有し、革命の活動は禁じられた。1907年に盧家湾に、新校舎を作った。1909年に、聖マリア病院（現在の上海交通大学医学院附属瑞金医院）を併設し、医学部を作り、1917年には医学博士課程も設けられた。1934年には看護学校も作られた。中国のカトリック系病院の医師の75%が震旦大学の出身者となった。
1917年に震旦学院は震旦大学院に改称され、1930年に震旦大学に改名された。
1932年に震旦大学は、4学科（法学科、文学科、理工学科、医学科）となり、それまでフランス人イエズス会士が校長を務めていたが同じ年に初めて中国人の胡文耀が校長となった。1930年代には留学生も入学するようになった。1937年にアメリカの聖心修女会の援助で、震旦女子文理学院がつくられた。
1952年に共産党政権下で聖ヨハネ大学などと統合されて上海第二医学院となり、2005年に上海交通大学と統合され上海交通大学医学部となった。